# Nikita (TV-serie)
Nikita är en amerikansk drama-TV-serie skapad av The CW Television Network. Den baseras på den franska filmen Nikita (1990), omarbetningen Point of No Return (1993) och TV-serien La Femme Nikita (1997). Serien hade premiär 9 september 2010 i USA. I Sverige visas Nikita på kanal 5.
Huvudrollen spelas av Maggie Q som Nikita, en spion och lönnmördare som rymmer från The Division, en hemlig underrättelsetjänst som USA:s regering tappat kontrollen över. Nikita jobbar nu för att hämnas och stänga ner byrån som samtidigt tränar upp nya, unga, rekryter.
Säsong 4 var den sista i denna TV-serie, med endast 6 avsnitt. 

## Rollbesättning
- Maggie Q som Nikita
- Shane West som Michael
- Lyndsy Fonseca som Alex
- Aaron Stanford som Birkhoff
- Noah Bean som Ryan
- Ashton Holmes som Thom
- Tiffany Hines som Jaden
- Melinda Clarke som Amanda
- Xander Berkeley som Percy

## DVD
| Säsong | Release-datum | Release-datum   | Release-datum      | Release-datum |
| Säsong | Episoder      | Region 1        | Sverige            |               |
| ------ | ------------- | --------------- | ------------------ | ------------- |
| 1      | 22            | 30 augusti 2011 | 25 april 2012      |               |
| 2      | 23            | 2 oktober 2012  | 24 april 2013      |               |
| 3      | 22            | 22 oktober 2013 | 11 september 2013* |               |
| 4      | 6             | 20 maj 2014     | 3 november 2014    |               |

- annat release-datum från annan källa: 11 juni 2014